# Гуасапарес
Гуасапарес (исп. Guazapares) — деревня в Мексике, штат Чиуауа, входит в состав одноимённого муниципалитета. Численность населения, по данным переписи 2010 года, составила 187 человек.